# Імператрис (футбольний клуб)
«Імператрис» (порт.-браз. Sociedade Imperatriz de Desportos порт.-браз. Sociedade Imperatriz de Desportos — бразильський футбольний клуб, що представляє місто Імператріс зі штату Мараньян.

## Історія
Клуб заснован 4 січня 1962 року під назвою Атлетичне товариство «Імператрис» (Sociedade Atlética Imperatriz). 18 лютого 2000 року клуб отримав сучасну назву — Товариство спорту «Імператрис» (Sociedade Imperatriz de Desportos).
У 1987 році «Імператрис» вперше пробився до Серії B Бразилії. У Серії C команда грала в 1995, 2002, 2003, 2005, 2006, 2007 та 2019 роках. У Серії D — у 2015, 2018 та 2021 роках.
У 2018 клуб виступав у Серії D Бразилії, за підсумками сезону завоював право на підвищення в Серію C.
Команда виступає на стадіоні «Фрей Епіфаніо Д'Абадія», також відомому як «Калдейран» або «Абадіан». Арена вміщує 12 тис. глядачів.

## Досягнення
- Чемпіон штата Мараньян (3): 2005, 2015, 2019